# Староярково
Староярково — деревня в Барабинском районе Новосибирской области. Входит в состав Новоярковского сельсовета.

## География
Площадь деревни — 9 гектар

## Население
| 2002 | 2007 | 2010 |
| ---- | ---- | ---- |
| 111  | ↗122 | ↘79  |

## Инфраструктура
В деревне по данным на 2007 год функционируют 1 учреждение здравоохранения, 1 образовательное учреждение.